# 이와쿠라시
이와쿠라시(일본어: 岩倉市)는 일본 아이치현 북서부에 있는 시이다. 나고야시와 가까워 주택 지역이 되고 있다. 현내에서 가장 면적이 작은 시이고 일본 전체에서도 11번째로 작은 시이다.

## 지리
노비평야 안에 위치하고 이누야마 선상지의 선단에 해당한다. 해발은 812m로 시 중심부에는 북쪽에서 남쪽으로 천천히 고조강이 흐른다. 나고야시와 이누야마시를 연결하는 나고야 철도 이누야마선이 지나고 양 도시의 거의 중간에 위치한다. 시의 최북부에는 메이신 고속도로가 지나며 동쪽의 고마키 IC와 서쪽의 이치노미야 IC의 거의 중간이기도 하다.

## 인접하는 자치체
이치노미야시, 고난시, 고마키시, 기타나고야시

## 역사
일찍이 형성된 이누야마 선상지 선단의 자연제방 위에 발달한 취락이다. 조몬, 야요이 시대의 유적이 시내에 점재한다. 가마쿠라, 무로마치 시대에는 장원으로 발전하였다. 센고쿠 시대에 오다이세부의 거성이 되어 오와리 북부의 중심적 존재였다. 그러나 1559년 오와리 남부의 영수인 오다 노부나가의 공격을 받아 함락되었다. 이후 도사번주가 된 야마우치 가쓰토요의 아버지인 야마우치 모리토요가 죽은 곳으로 여겨지고 야마노치 가쓰토요의 연고지이다. 메이지·다이쇼 시대에는 양잠, 양계가 지역 경제를 지지했다. 제2차 세계 대전 때는 이치노미야시 등에서 학동 피난민을 받아들였다. 일본에서 11번째로 좁은 면적의 시역을 나고야 철도 이누야마선이 지나고 나고야역까지 10여 분 밖에 안 걸려 1950년대 후반부터 나고야시의 주택 지역으로 발전했다.
- 1889년 - 시정촌제 시행으로 니와군 이와쿠라촌·도요아키촌·시마노촌·요촌이 성립하였다.
- 1892년 - 이와쿠라촌이 정으로 승격해 이와쿠라정이 되었다.
- 1906년 5월 1일 - 요촌의 일부를 제외한 1정 3촌이 합병해 현재와 같은 시역의 이와쿠라정이 되었다.
- 1971년 12월 1일 - 시로 승격해 이와쿠라시가 되었다.

## 교통

### 철도
- 나고야 철도 이누야마선

### 도로
- 메이신 고속도로
- 국도 제155호선

## 인구
| 연도 | 인구   | ±%      |
| ---- | ------ | ------- |
| 1940 | 9,521  | —       |
| 1950 | 13,029 | +36.8%  |
| 1960 | 14,431 | +10.8%  |
| 1970 | 38,843 | +169.2% |
| 1980 | 42,800 | +10.2%  |
| 1990 | 43,807 | +2.4%   |
| 2000 | 46,906 | +7.1%   |
| 2010 | 47,329 | +0.9%   |